# Expansión TV
Expansión TV fue un canal de televisión español de información económica y financiera continua perteneciente al Grupo Recoletos, cuyo nombre proviene del diario económico Expansión también propiedad del grupo. El canal comenzó sus emisiones en octubre de 1998  tras un acuerdo entre el grupo de medios de comunicación mexicano Televisa y el citado grupo Recoletos con la intención de transformar la señal de TV Conexión Financiera que nació un año atrás y que programaba en buena parte la programación del canal norteamericano CNBC, si bien se produjo la separación de ambos como accionistas conjuntos de la señal en abril de 1999. Por otro lado el cese de emisiones se produjo en mayo de 2005 sin una explicación oficial por parte de la compañía aunque el comité de empresa alegó motivos económicos para su cierre.
Cuando el canal cesó las emisiones, la empresa propietaria comenzó un expediente de regulación de empleo que afectaría en principio a la mayor parte de los 67 empleados con los que contaba en plantilla. En aquel momento la cadena podía ser vista a través de diversos servicios de suscripción de televisión como Digital +, Auna, R, Euskaltel, Retecal y Telecable; pero también por el canal generalista de televisión digital terrestre Veo TV.
Finalmente el grupo Intereconomía llegó a un acuerdo con el grupo Recoletos en mayo de 2005 para adquirir los activos de Expansión TV y mantuvo los empleados de la cadena. El canal pasó a denominarse Intereconomía TV.